# Concy Aweko
Concy Aweko (sinh ngày 23 tháng 5 năm 1991) là một người chơi cricket ở Uganda. Vào tháng 7 năm 2018, cô đã có tên trong đội hình của Uganda cho giải đấu Vòng loại thế giới Twenty20 ICC 2018. Cô ấy đã thực hiện chương trình Twenty20 International (WT20I) của mình cho đội tuyển Uganda trong trận đấu với Scotland ở Vòng loại thế giới Twenty20 vào ngày 7 tháng 7 năm 2018.
Vào tháng 4 năm 2019, cô đã được ghi tên vào đội tuyển của Nhật Bản cho giải đấu ICC Women Qualifier Châu Phi 2019 ở Zimbabwe. Vào ngày 8 tháng 5 năm 2019, trong trận đấu với Kenya, cô đã lấy bốn chiếc bấc trong năm quả bóng, bao gồm cả cú hat-trick đầu tiên của cô trong WT20I.